# SoCal Uncensored
Palmarès
2 fois TNA World Tag Team Champions
1 fois ROH World Tag Team Champions
Bad Influence était une équipe de catcheurs ayant travaillé à la Total Nonstop Action Wrestling et la Ring of Honor. Composée aujourd'hui de Christopher Daniels et Frankie Kazarian, plus connue sous le nom de SoCal Uncensored, l'équipe travaille actuellement à la All Elite Wrestling.
Le 12 mai 2021, l'équipe se sépare, à la suite de leur défaite face aux Young Bucks, match dans lequel ils ne remportent pas les titres mondiaux par équipe de la AEW.

## Carrière

### Total Nonstop Action Wrestling (2012-2014)

#### Formation de l'équipe et TNA World Tag Team Champions (2012-2013)
Lors de Destination X, Christopher Daniels perd contre AJ Styles. Lors d'Impact Wrestling à Huntsville Alabama du 1er septembre 2011, Christopher Daniels bat A.J. Styles, et effectue un heel turn en attaquant ce dernier. Lors de Bound For Glory, Christopher Daniels perd contre A.J. Styles dans un I Quit Match, mais lui porte son finish the Angel's Wings après le match.Kazarian effectue un Heel Turn en abandonnant A.J. Styles sur le ring lors d'un match contre Magnus et Samoa Joe. Il affrontera A.J. Styles à Against All Odds (2012). À Against All Odds (2012) il bat A.J. Styles. Le 9 février a Impact Wrestling, Daniels bat Styles dans un match simple avec l'aide de Kazarian, qui a maintenant des signes que Daniels tenait quelque chose sur sa tête et l'avait forcé à se retourner contre Styles contre sa volonté. Le 18 mars à Victory Road, Daniels et Kazarian ont été défaits dans un match par équipe par Styles et M. Anderson .La rivalité s'est poursuivie le 15 avril à Lockdown, où les deux duos étaient sur l'équipe adverse dans le match annuel de Lethal Lockdown. Styles 'et l'équipe d'Anderson, dirigée par Garett Bischoff, a fini par vaincre Daniels et l'équipe de Kazarian, dirigé par Eric Bischoff.Pendant l'absence de Styles de Impact Wrestling, Daniels et Kazarian jete leur dévolu sur le TNA World Tag Team Championship,attaquant les champions Magnus et Samoa Joe le 26 avril 2012. Sur le 10 mai épisode de Impact Wrestling, Kazarian a révélé qu'à l'origine il s'est lui-même aligné avec Daniels pour l'empêcher de révéler le secret de Styles, mais a changé d'avis après avoir appris ce que le secret était. Daniels a ensuite révélé le secret, une série de photographies insinuant une relation entre A.J. Styles et la présidente de la TNA Dixie Carter. Lors de Sacrifice 2012,Christopher Daniels et Kazarian battent Samoa Joe et Magnus et deviennent les nouveaux TNA World Tag Team Champions. Lors de Slammiversary, ils perdent perdent leurs titres contre AJ Styles et Kurt Angle. 

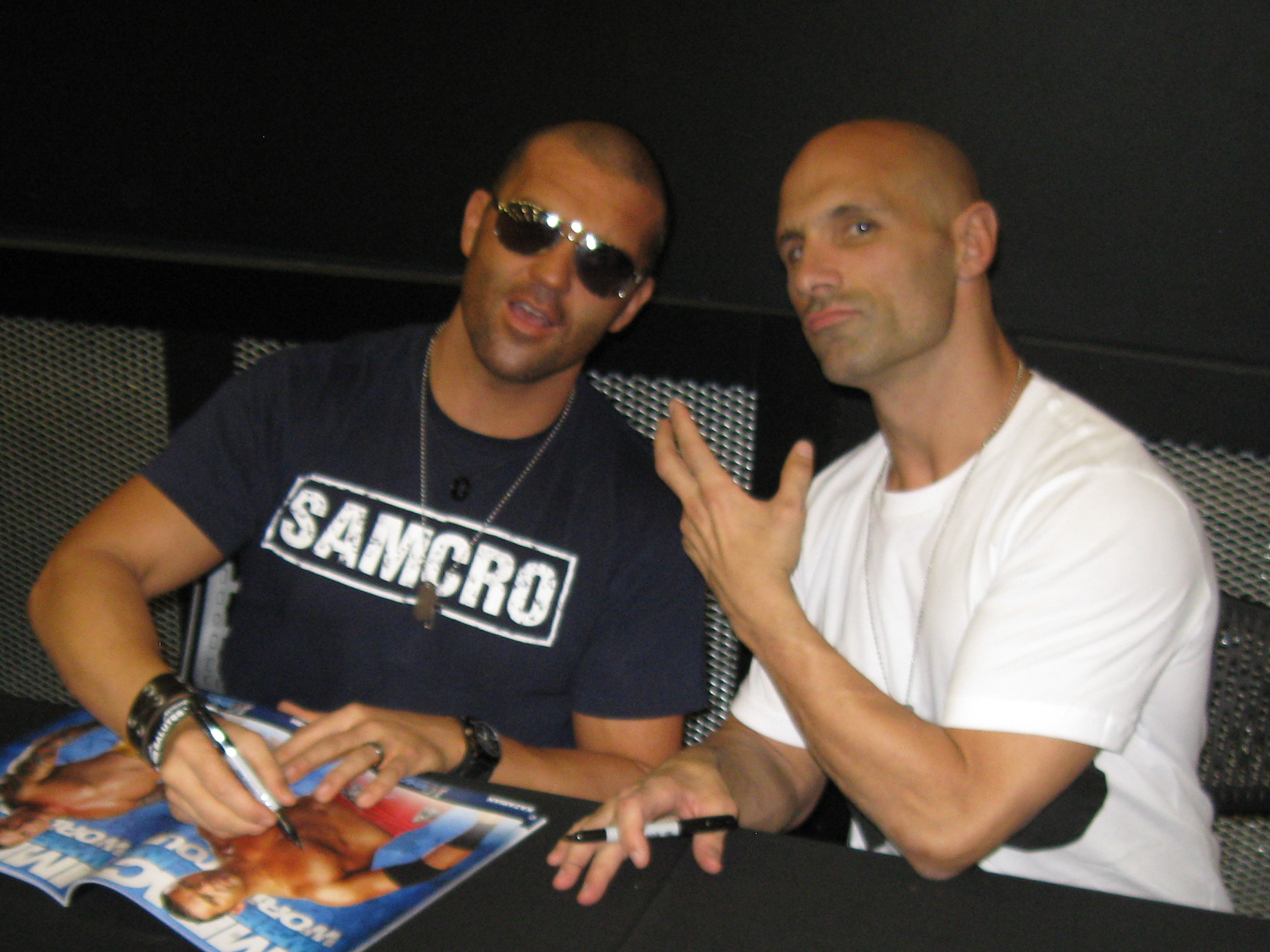
Bad Influence en tant que TNA World Tag Team Champions en 2012.

Lors de l'Impact Wrestling du 28 juin, Christopher Daniels et Kazarian battent Kurt Angle et AJ Styles et remportent les TNA Tag Team Championship pour la deuxième fois. Lors de l'Impact Wrestling du 10 août, Christopher Daniels et Kazarian battent Devon et Garett Bischoff et conservent leurs titres. Lors de Hardcore Justice, Kazarian contre Devon et ne remporte pas le TNA Television Championship. Lors du Xplosion du 22 août, Kazarian perd contre Devon et ne remporte pas le TNA Television Championship. Lors de l'Impact Wrestling du 7 septembre, Christopher Daniels et Kazarian battent Chavo Guerrero et Hernandez et conservent leurs titres. Lors de No Surrender, Christopher Daniels et Kazarian battent AJ Styles et Kurt Angle et conservent leurs titres. Lors de Bound for Glory, Christopher Daniels et Kazarian perdent contre Chavo Guerrero et Hernandez et perdent leurs titres dans un match qui comprenait également Kurt Angle et AJ Styles. Lors de Turning Point, Christopher Daniels et Kazarian perdent contre Chavo Guerrero et Hernandez et ne remportent pas les TNA World Tag Team Championship. Lors du Xplosion du 21 novembre, Kazarian perd contre Samoa Joe et ne remporte pas le TNA Television Championship. Lors de Final Resolution, Christopher Daniels bat AJ Styles. Lors de Genesis 2013, Christopher Daniels bat James Storm et devient challenger no 1 au TNA World Heavyweight Championship. Lors de l'IMPACT Wrestling du 24 janvier, Christopher Daniels contre Jeff Hardy et ne remporte pas le TNA World Heavyweight Championship. Lors de Lockdown 2013, Christopher Daniels et Kazarian perdent contre Austin Aries et Bobby Roode dans un match qui comprenait également Chavo Guerrero et Hernandez et ne remportent pas les TNA World Tag Team Championship. Lors de One Night Only: Joker's Wild 2013, Samoa Joe et Christopher Daniels battent Chavo Guerrero et Rob Van Dam lors du premier tour du Joker's Wild Tournament. Le même soir, lors de la finale, Christopher Daniels perd contre James Storm dans un Gauntlet Battle Royal. Quelques mois plus tard ils forment le groupe The E.G.O avec Bobby Roode. Depuis bonud for glory ils sont en rivalité contre Eric Young & Joseph Park,est également le champion TV de la TNA Abyss,lors de Impact Wrestling du 14.11.2013 Kazarian demande à Daniels ce que Joseph Park peut avoir après lui. Daniels lui répond qu'il ne s'est pas et que premièrement, la semaine dernière Park avait besoin d'une boisson et il lui en a donné une et il est furieux. Mais maintenant, il se prend pour un grand garçon et veut l'affronter un contre un, a-t-il perdu l'esprit ? Park a dit qu'il laisserait Eric Young de côté ce qui est ok car Young va surement aller pêcher et boire de la bière. Et il dit à Kazarian de rester en coulisses, il s'occupera de Park seul et va s'assurer qu'ils sont la meilleure équipe du monde parce qu'ils sont les deux meilleurs lutteurs au monde et ils trouveront cet idiot d'Abyss et lui prendront son titre Télévision. Bobby Roode arrive et leur montre son nouveau t-shirt.plus tard dans la soirée Christopher Daniels bat Joseph Park par tombé après un low blow.

#### The Extraordinary Gentlemen's Organization (2013)
Le 8 août, épisode de Impact Wrestling, Christopher Daniels & Kazarian se sont affrontés dans un Bound for Glory Series match, mais malgré les tensions plus tôt dans la nuit, ils se sont eux-mêmes volontairement fait compter à l’extérieur pour gagner deux points chacun dans le tournoi. Ensuite, Christopher Daniels & Kazarian se sont alliés avec Bobby Roode pour former une nouvelle force, destinée pour que l'un des trois gagne les Bound for Glory Series 2013. Avec l'aide de Christopher Daniels, Kazarian et Bobby Roode ont ramassé vingt points chacun dans les Bound for Glory Series le 15 août à Impact Wrestling: Justice Hardcore, avec Kazarian qui gagne un match de l'échelle à quatre voies et Roode qui gagne un Tables Match. Lors d'Impact Wrestling du 23 août, le trio se fait appeler The E.G.O (The Extraordinary Gentleman's Organization) est Bobby Roode & Kazarian battent les TNA World Tag Team Champions Gunner & James Storm. The E.G.O a également essayer de recruter l'ancien partenaire de Roode, Austin Aries mais Aries a répondu à leur offre en attaquant Daniels et en lui coutant son match de la Bound for Glory Series. Lors de Bound for Glory (2013) Bobby Roode bat Kurt Angle.

#### Rivalité avec Joseph Park (2013-2014)
À Bound for Glory, Bad Influence ont été défaits par Eric Young et Joseph Park dans un Gauntlet Match. Après avoir été éliminé, les deux ont attaqué Joseph Park et fait l'ont saigner. La même nuit, Abyss est apparu et a attaqué Bad Influence. Au cours des semaines suivantes, Bad Influence raillé sur la famille Park et tenté de révéler sa véritable identité. Le 5 novembre 2013, Bad Infleunce révélé la buffete de Joseph Park a été fermé il y a 13 ans. Lors du show TNA Outbreak a la WRESTLE-1 ils battent Juniors Stars (Koji Kanemoto et Minoru Tanaka). Les deux hommes quittent ensuite la TNA.

### Ring of Honor (2014-2017)

#### Débuts et course aux titres par équipe (2014-2015)

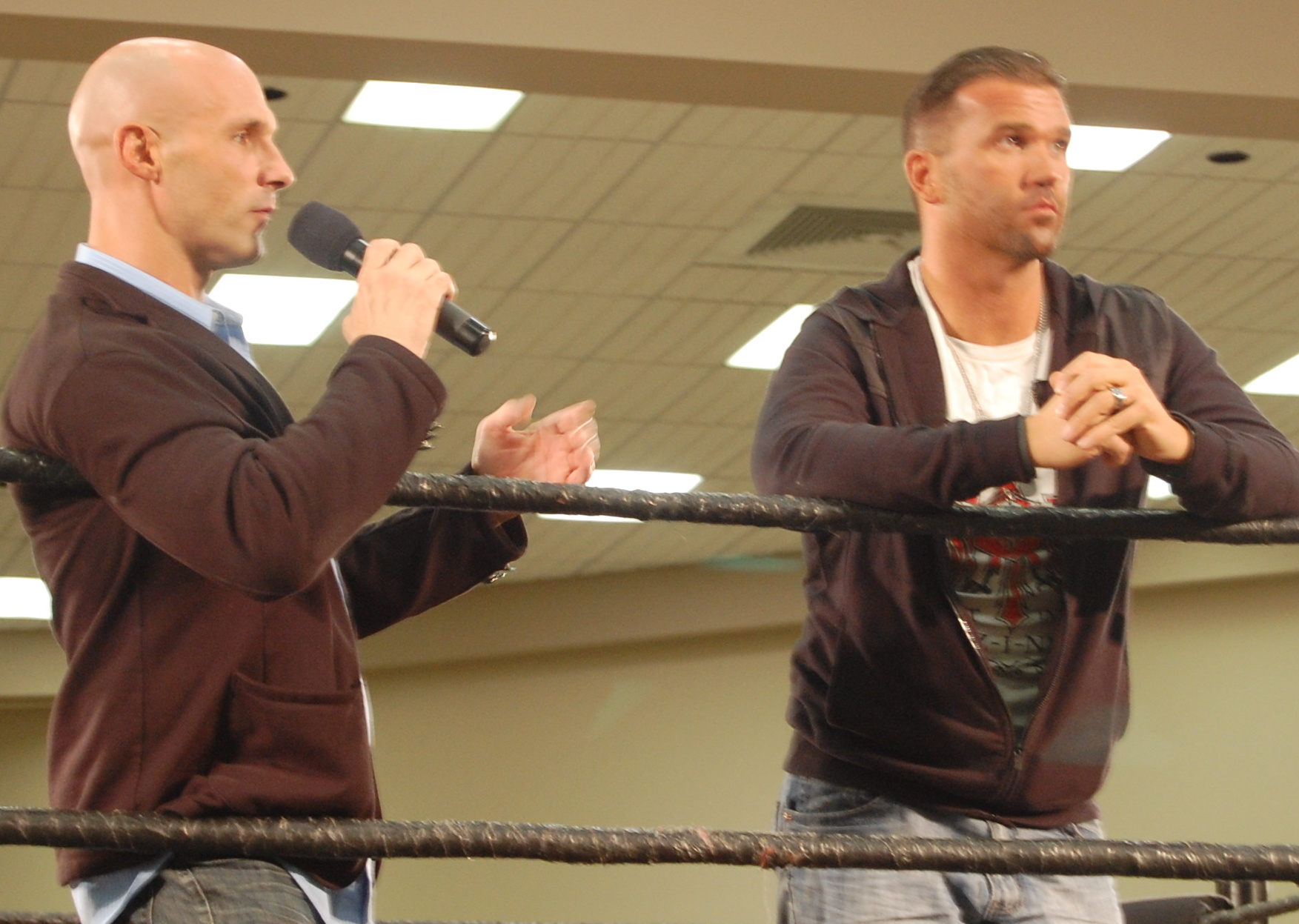
The Addiction, quelques instants avant Glory by Honor XIII.

Lors de War of the Worlds 2014, une vidéo promotionnelle montre le retour de Christopher Daniels à la Ring of Honor et qu'il ne viendrait pas seul[réf. nécessaire]. Le 5 juin, la ROH dévoile Kazarian comme le mystérieux partenaire de Daniels. Ils feront leurs débuts à la ROH lors de Best in the World 2014 et affronteront les reDRagon pour les ROH World Tag Team Championship. Le 22 juin, à Best in the World 2014, ils perdent contre les reDRagon (Kyle O'Reilly et Bobby Fish) et ne remportent pas les titres par équipe de la ROH. Le 18 juillet, ils battent Adam Cole et Jay Lethal. Le lendemain, ils obtiennent une nouvelle opportunité pour les titres par équipe en battant Briscoe Brothers, War Machine et Tommaso Ciampa & Rocky Romero et deviennent challengers pour les titres par équipes mais perdent à nouveau contre les ReDRagon le 15 août lors de Field of Honor (2014). Le 6 septembre, ils apparaissent sous le nom de The Addiction et remportent leur match face à The Decade (Roderick Strong & Jimmy Jacobs). Le 7 décembre, lors de Final Battle 2014, ils perdent avec Cedric Alexander contre les Young Bucks et ACH. Le 1er mars, à 13th Anniversary Show, ils perdent contre Karl Anderson et The Kingdom (Michael Bennett et Matt Taven) dans un Triple Threat Tag Team match. Lors du show télévisé suivant, ils battent ACH et Matt Sydal à la suite d'une intervention des Knights of the Rising Dawn.

#### The Knights of the Rising Dawn (2015-2017)
Depuis le mois de février, de mystérieux catcheurs masqués interviennent durant les matchs et diffusent des spots publicitaires et se font appeler The Knights of the Rising Dawn. Le 4 avril, Daniels et Kazarian remportent les titres par équipe de la ROH après avoir révélé qu'ils incarnaient cette mystérieuse équipe, en compagnie de Chris Sabin. Ils conservent une nouvelle fois leurs ceintures contre les reDRagon le 19 juin lors de Best in the World (2015) dans un No Disqualification match. Ils perdent leurs ceintures le 18 septembre, à All Star Extravaganza VII au profit de The Kingdom, match qui comprenait également The Young Bucks. Au cours de l'automne 2015, un mystérieux catcheur utilise le masque de KRD pour se faire passer pour Chris Sabin et interfère dans les matchs de The Addiction. Il s'avère que celui-ci est Alex Shelley, l'ancien partenaire de Sabin. Le 18 décembre, lors de Final Battle 2015, ils perdent contre ACH, Matt Sydal et Alex Shelley. Le 9 mai 2016, lors de War of the Worlds 2016, ils battent War Machine (Hanson et Raymond Rowe) et remportent les titres par équipe de la ROH pour la deuxième fois. Lors de Best in the World (2016), ils conservent leur titres contre The Motor City Machine Guns (Alex Shelley et Chris Sabin). Lors de Death Before Dishonor XIV, ils conservent leurs titres contre Hiroshi Tanahashi et Michael Elgin et Los Ingobernables de Japón (Evil et Tetsuya Naitō) dans un Triple Threat Tag Team match.
Le 14 octobre lors de l'enregistrement de la deuxième nuit de Glory By Honor XVI, Kazarian & Scorpio Sky remportent les titres par équipe de la ROH au cours d'un Three Way tag team match en battant The Young Bucks et The Briscoe Brothers.
Le 11 novembre lors du quatrième jour de ROH/NJPW Global Wars, ils battent Evil Uno & Stu Grayson.
Lors de Final Battle 2018, ils perdent les ROH World Tag Team Championship contre les Briscoe Brothers au cours d'un triple threat tag team ladder match impliquant aussi les Young Bucks . Le lendemain, Kazarian, Daniels et Sky quittent la ROH.

### New Japan Pro Wrestling (2015)
Le 9 novembre, ils sont annoncés comme participants au World Tag League 2015 de la New Japan Pro Wrestling. Le 21 novembre, ils font leurs débuts a la fédération et ils battent Juice Robinson et Tiger Mask IV. Lors du World Tag League 2015, ils ne remportent que trois matchs pour trois défaites.

### All Elite Wrestling (2019-2021)
Le 3 janvier 2019, il est annoncé que le groupe signe avec la All Elite Wrestling.
Le 23 mai lors du premier show inaugural :  Double or Nothing, ils battent Strong Hearts (CIMA, El Lindaman et T-Hawk) dans un 6-Man Tag Team Match. Le 29 juin à Fyter Fest, ils perdent un Triple Threat Tag Team Match face aux Best Friends, qui inclut également Private Party, ne leur permettant pas d'entrer plus tard dans le tournoi déterminant les premiers champions du monde par équipe de la AEW.
Le 13 juillet à Fight for the Fallen, ils perdent face aux Lucha Brothers. 
Le 30 octobre à Dynamite, ils deviennent les premiers champions du monde par équipe de la AEW en battant les Lucha Brothers en finale du tournoi. Le 9 novembre à Full Gear, ils conservent leurs titres en battant les Lucha Brothers et Private Party dans un 3-Way Tag Team Match. 
Le 21 janvier 2020 à Dynamite, ils perdent face à «Hangman» Adam Page et Kenny Omega, ne conservant pas leurs titres. Le 29 février lors du pré-show à Revolution, ils perdent face à Evil Uno et Stu Grayson.
Le 23 mai à Double or Nothing, Scorpio Sky ne remporte pas le Casino Ladder Match, gagné par Brian Cage.
Le 12 mai 2021 à Dynamite, Christopher Daniels et lui ne remportent pas les titres mondiaux par équipe de la AEW, battus par les Young Bucks. À la suite de cette défaite, l'équipe se sépare. Le 28 mai, Scorpio Sky décide de quitter le groupe pour se lancer dans une carrière en solo.

## Caractéristiques
- Prises de finition
  - Prise de finition de Christopher Daniels
    - Angel's Wings (Spinning Double Underhook Facebuster)

  - Prise de finition de Kazarian
    - Fade to Black (Kneeling back-to-belly piledriver)

- Surnoms
  - The New Face of Impact Wrestling – Daniels
  - The Fallen Angel - Daniels
  - The Physical Fascination - Kazarian
  - The World Tag Team Champions of the World - Daniels et Kazarian
  - The best on the BIZ-I-NESS - Daniels et Kazarian

- Managers
  - Chris Sabin

- Thèmes Musicaux

| Thème d'entrée            | Compositeur     | Période   | Fédération(s) |
| ------------------------- | --------------- | --------- | ------------- |
| Wings Of A Fallen (Remix) | Dale Oliver     | 2012      | TNA           |
| Devious                   | Dale Oliver     | 2012-2014 | TNA           |
| Bad Influence             | Dale Oliver     | 2013      | TNA           |
| Sexy Beast                | Kushinator      | 2014-2015 | ROH           |
| Get Yourself Addicted     | Vextëmper Music | 2015-2018 | ROH           |
| SCU                       | Vextëmper Music | 2019-2021 | AEW           |

## Palmarès et récompenses

### Daniels & Kazarian
- Dramatic Dream Team
  - 1 fois Ironman Heavymetalweight Championship[43]

- Ring of Honor
  - 1 fois ROH World Champion - Christopher Daniels
  - 2 fois ROH World Tag Team Champions - Daniels & Kazarian (2)

- Total Nonstop Action Wrestling
  - 2 fois TNA World Tag Team Champion
  - World Cup of Wrestling (2013) avec James Storm, Kenny King et Mickie James

- Wrestling Observer Newsletter awards
  - Tag Team of the Year (2012)

### SoCal Uncensored
- Ring of Honor
  - 1 fois ROH World Tag Team Champions - Kazarian & Scorpio Sky (1)
  - 1 fois ROH World Six-Man Tag Team Champions

- All Elite Wrestling
  - 1 fois AEW World Tag Team Champions - Kazarian & Scorpio Sky (1) (premiers détenteurs)